# إنغريد هارتمان
إنغريد هارتمان (بالألمانية: Ingrid Hartmann)‏ هي راكبة الكنو ألمانية، ولدت في 23 يوليو 1930 في باد زالتسوفلن في ألمانيا، وتوفيت في 2008 في فيسبادن في ألمانيا.

## وصلات خارجية
- إنغريد هارتمان على موقع اللجنة الأولمبية الدولية (الإنجليزية)
- إنغريد هارتمان على موقع أوليمبيديا (الإنجليزية)